# 上中町
上中町（かみなかちょう）は福井県にかつて存在した町。
2005年3月31日に三方郡三方町と合併して若狭町が誕生したために廃止した。
隣接する滋賀県高島市今津町と共に大阪府吹田市と姉妹都市である。県境付近に『吹田市立自然の家 もくもくの里』が立地している。

## 地理・交通
東西を国道27号が貫く。三宅から滋賀県高島市へ国道303号が抜ける。
鉄道はJR小浜線が東西を走る。旧上中町内の駅は大鳥羽駅、若狭有田駅、上中駅である。
この3駅における共通点は、福井駅まで乗っても、福知山駅まで乗っても運賃の額が同じである（1620円）。

## 地区
- 鳥羽（旧鳥羽村）
- 三宅（旧三宅村）
- 野木（旧野木村）
- 瓜生（旧瓜生村）
- 熊川（旧熊川村）

## 歴史
- 1954年（昭和29年）1月1日 - 遠敷郡野木村、三宅村、熊川村、瓜生村及び鳥羽村が合併して、遠敷郡上中町が発足する。
- 1968年（昭和43年）10月2日 - 昭和天皇、香淳皇后が第23回国民体育大会に合わせて県内を行幸啓。上中町農業協同組合カントリーエレベーターを視察[1]。
- 2004年（平成14年） - 町制50周年。
- 2005年（平成15年）3月31日 - 三方郡三方町及び遠敷郡上中町が合併して、三方上中郡若狭町が発足する。

## 行政
- 合併時の町長：津田雅司

歴代町長
- 初　代：田中 彌七　（1954年 - 1957年）
- 第二代：玉井 芳太郎（1958年 - 1965年)
- 第三代：重長 俊彦　（1966年 - 1973年）
- 第四代：宇田 保　　（1974年 - 1985年)
- 第五代：井ノ口 英也（1986年 - 1993年）
- 第六代：霜中 衛　　（1994年 - 2002年）
- 第七代：津田 雅司　（2002年 - 2005年）

## 教育
- 鳥羽小学校（三田）
- 瓜生小学校（脇袋）
- 熊川小学校（熊川）
- 三宅小学校（井ノ口）
- 野木小学校（武生）
- 上中中学校（井ノ口）

## 上中町出身の著名人
- 津々見忠季（平安時代末期から鎌倉時代初期にかけての武将）旧遠敷郡玉置荘津々見保（遠敷郡堤村、玉置村など。現・福井県三方上中郡若狭町堤）の地頭職に補任
- 沼田麝香（戦国時代の女性、細川藤孝（幽斎）の正室）
- 松木庄左衛門（江戸時代前期の小浜藩の義民）旧遠敷郡新道村出身
- 松木庄吉（彫刻家。第6回文展に「逆風」を出品して特選。第二次世界大戦で戦死）旧遠敷郡熊川村新道（現在の若狭町新道）生まれ
- 伊藤竹之助（実業家、伊藤忠商事社長）旧遠敷郡熊川村生まれ
- 堂谷憲勇（美術史家、中国美術研究の権威、花園大学教授）旧瓜生村脇袋出身
- 中川平太夫（政治家、福井県知事）旧野木村出身
- 村上利夫（政治家、第8代小浜市長）
- 津田雅司（政治家、上中町助役）
- 松岡喜一（政治家、上中町議会議長）
- 霜中衛（政治家、上中町長）
- 長谷光城（芸術家）旧満州国牡丹江生まれ、旧上中町育ち
- 岡本寛昭（工学者、国立舞鶴工業高等専門学校名誉教授）
- 森下裕（政治家、第2代若狭町長）
- 小林栄三（実業家、伊藤忠商事特別理事）
- 川上仁一（武術家、忍術研究家）
- 櫻本宏（政治家、福井県副知事）
- 正木健一（打楽器奏者）
- 荻野正二（バレーボール選手）
- 長谷圭城（芸術家、奈良女子大学教授、大阪教育大学非常勤講師）
- 若新雄純（実業家、プロデューサー）福井市生まれ、旧上中町育ち
- 中村瑠璃奈（女優、ファッションモデル）
- 竹内智城（プロ雀士）

## ゆかりのある人物
- 村田吉弘（和食の料理人、ミシュラン3つ星和食料亭「菊乃井」三代目主人）- 祖父が上中町熊川出身。奇跡のレッスン（NHK、2021年1月31日）に出演し、美方高校食物科の生徒に対し、「和食」について指導した。美方高校食物科は、若狭高校家政・被服科を前身とする伝統学科である。
- 西川貴教（ミュージシャン）- 母親が三方五湖近くの出身で、祖父は小浜市出身
- 勢翔太（伊勢ノ海部屋所属の現役大相撲力士）- 祖母が上中町熊川出身
- 森川昌和（考古学者、鳥浜貝塚研究者）
- 中川毅（年縞研究の第一人者、立命館大学古気候学研究センター教授）- 三方五湖（水月湖）の年縞研究に従事し、福井県年縞博物館研究マネージャー